# Gezary Matuda
Gezary Matuda (nascida nos Estados Unidos no dia 12 de julho de 1983) é uma praticante de jiu-jitsu brasileiro faixa preta, nascida no Brasil. Bicampeã mundial e pan-americana nas faixas coloridas, ela conquistou três vezes o Campeonato Mundial IBJJF, três vezes o Campeonato Pan-Americano IBJJF e o Campeonato Europeu IBJJF na faixa preta.

## Carreira
Gezary Matuda Bandeira nasceu em 12 de julho de 1983, em Curitiba, Brasil. Iniciou seu treinamento em jiu-jitsu brasileiro (BJJ) em 2004, complementando-o com capoeira e muay thai. Seu primeiro professor de jiu-jitsu foi Carlos "Penão" Alexandre Conceição, faixa preta de Carlson Gracie, que a graduou do branco ao roxo. Continuou treinando muay thai, tendo como um de seus primeiros professores Anderson Silva. Como faixa azul, em 2009, venceu a Copa Sul-Americana da CBJJF e a Copa do Mundo de Jiu-Jitsu CBJJO [en].
Em 2009, Matuda e seu marido, o treinador de muay thai da equipe ATT, Katel Kubis, mudaram-se para os Estados Unidos. Matuda passou a treinar com Ricardo Libório na American Top Team. Como faixa roxa, venceu o Campeonato Pan-Americano IBJJF e, em 2010, o Campeonato Mundial IBJJF. Em 2011, venceu o Pan-Americano na faixa marrom e, em 2012, após conquistar o Mundial IBJJF, foi promovida a faixa preta por Libório em julho.
Como faixa preta, venceu o Campeonato Mundial em 2013 e 2014. Em 12 de setembro de 2015, competindo no Polaris 2 Pro Grappling [en], em Cardiff, País de Gales, finalizou Michelle Nicolini em 15 segundos com um chave de braço voadora. Tornou-se campeã pan-americana de faixa preta em 2015 e conquistou a prata no Mundial de 2015, enfrentando Rikako Yuasa [en] na final. Em abril de 2016, no Polaris 3 [en], sua luta contra  Laurence Cousin terminou em empate. No mesmo ano, venceu o Mundial pela terceira vez como faixa preta e o Pan-Americano. Enfrentando Talita Alencar na final da divisão pena leve do Mundial de 2017, conquistou a prata. Em 2018, tornou-se tricampeã pan-americana e conquistou o bronze no Mundial. Competindo contra Ffion Davies no Polaris 9 [en], em março de 2019, em Londres, foi derrotada por finalização. No Mundial de 2019, Matuda conquistou o bronze.

## Conquistas e realizações
Principais conquistas (faixa preta):
- Campeã Mundial IBJJF (2016/2014/2013)
- Campeã Pan-Americano IBJJF (2018/2016/2015)
- Campeã Europeu IBJJF (2017)
- 2º lugar no Campeonato Mundial IBJJF (2015/2017[13])
- 3º lugar no Campeonato Mundial IBJJF (2018[16]/2019[17])

Principais conquistas (faixas coloridas):
- Campeã Mundial IBJJF (2012 marrom, 2010 roxa)
- Campeã Pan-Americana IBJJF (2011 marrom, 2010 roxa)
- Copa do Mundo de Jiu-Jitsu CBJJO [en] (2009 azul)
- Campeã da Copa Sul-Americana CBJJF (2009 azul)

## Linhagem de instrutores
Mitsuyo Maeda > Carlos Gracie > Carlson Gracie > Ricardo Libório > Gezary Matuda

## Ver Também
- Tainan Dalpra
- Gabi Pessanha
- Megaton Dias
- Carlos Lemos Júnior
- Carlos Gracie Jr.
- Luiza Monteiro
- Tayane Porfírio
- Margot Ciccarelli
- Andresa Correa
- Rafael Mendes